# Tamara van der Pijl
Tamara van der Pijl (Heemskerk, 11 augustus 1992) is een voormalige Nederlandse handbalster die uitkwam voor DSS en Venus/Nieuwegein.